# Qumanda
Cet article concerne la langue qumanda. Pour le peuple koumandine, voir Koumandines.
Le qumanda, ou koumandin, est une langue turque parlée  dans la République de l'Altaï en Russie. Les Qumanda se nomment eux-mêmes « Koumandï-Kiji ».

## Classification interne
La langue est classée dans le groupe sibérien des langues turques. Elle est considérée comme un des dialectes septentrionaux de l'altaï. Ce sous-groupe comprend, outre le qumanda, le tuba-kiji et le tchalkan.

## Sources
- (ru) Баскаков, Н.A., Диалект чернёвых татар (туба-кижи), Северные диалекты алтаиского (ойротского) языка, 2 volumes, Moscou, Nauka, 1965-1966.